# 228883 Cliffsimak
228883 Cliffsimak è un asteroide della fascia principale. Scoperto nel 2003, presenta un'orbita caratterizzata da un semiasse maggiore pari a 3,0120730 UA e da un'eccentricità di 0,1106903, inclinata di 9,37759° rispetto all'eclittica.